# Zvone Šuvak
Temple de la renommée slovène : 2007
Zvone Šuvak (né le 29 août 1958 à Jesenice en République socialiste de Slovénie) est un joueur slovène de hockey sur glace devenu entraîneur puis dirigeant.

## Biographie

### Carrière en club
En 1976, il débute en senior avec le HK Kranjska Gora. L'année suivante, il se joint au HK Jesenice. Durant sa carrière, il a évolué dans le championnat de Yougoslavie. Il a été à trois reprises le meilleur buteur du championnat. Il a inscrit 520 buts et 314 assistances.

### Carrière internationale
Il a représenté la Yougoslavie. Il compte 155 sélections pour 129 buts et 73 assistances. Il a participé à neuf championnats du monde ainsi qu'aux Jeux olympiques de 1984. Il a brièvement été international slovène.